# Вільям Піно
Вільям Піно — відомий танцівник, чемпіон Італії з європейської програми бальних танців, фіналіст багатьох європейських і світових турнірів. Народився 3 березня 1972 року в Римі, Італія.

## Початок кар'єри
Близьке знайомство з бальними танцями Вільям Піно (William Pino) почав у віці 10 років. У тому віці він ще не знав, що зв'яже з ними більшу частину свого життя та яких результатів досягне. Заняття проходили в рідному місті. Більш усвідомлене ставлення до свого захоплення у Вільяма почалося завдяки офіційній співпраці з партнеркою з Данії — Мікеле Кардуччі (Michela Carducci). Дует було зареєстровано 1 січня 1987 року в Італії. Піно віддав перевагу стандарту — європейській програмі танців, вияввляючи до неї більше зусиль та інтересу. Разом з Мікеле Вільям досяг непоганих результатів, в числі яких срібло на турнірі «German Open Championship», який пройшов 27 серпня 1989 року в Манхаймі (Німеччина). Тоді пара виступала в категорії «Молодь» у стандарті. Однак після цього змагання танцюристи прийняли рішення про припинення співпраці, і у вересні 1989 року Вільям почав пошуки нової партнерки.

## Аматор
У 1990 році Вільям зустрів Алессандру Бучіареллі (Alessandra Bucciarelli). З нею в червні цього року танцюрист починає кар'єру в новому для себе статусі «Любитель». Перший серйозний вихід на паркет відбувся в рідній країні пари. Танцюристи швидко завоювали титул чемпіонів Італії з 10 танців серед спортсменів до 21 року. До речі, на підготовку до перших змагань Вільям і Алессандра витратили небагато часу — усього місяць. Перші результати, за словами танцюриста, стали для них хорошою мотивацією для подальшого кар'єрного зростання. 27 серпня 1992 вони заявили про себе на «German Open», здобувши перемогу за стандартною програмою. Як казав Вільям у одному зі своїх інтерв'ю, Алессандра стала для нього тою партнеркою, з якою він відчував себе впевнено та міг на 100 % розкритися в танці. Це ж відчуття розділяла й сама дівчина.
Насиченим для творчого дуету Піно та Бучіареллі став 1993 рік. Свій зліт пара відзначає перемогою на Блекпульского фестивалі у стандартній програмі серед танцюристів до 21 року. Тоді вони стали першою італійською парою, яка підкорила Блекпул. Піно вважає, що раніше італійські пари не досягали таких високих результатів у стандарті просто тому, що сам бальний танець не був настільки популярний і поширений у його країні. У 1994 році Вільям і його партнерка потрапляють у фінал Блекпула серед «Любителів», танцюристи також стають на 3 сходинку турнірної таблиці на «German Open — 1994» у Манхаймі (Німеччина).
Вільяма Піно відрізняла техніка: його виконання танцю на паркеті здавалося дуже легким і вільним. Танцюрист ділиться, що насправді прийти до цього не так легко, адже це, насамперед, практика та досвід, але так і повинно бути. Окрім занять бальними танцями, Вільям на той момент отримував освіту. Довгий час захоплюючись комп'ютерами, молода людина стає кваліфікованим програмістом. У 1995—1996 роках Вільям і Алессандра пробують себе у змаганнях з 10 танців. Результати також виявляються успішними для пари — вони кілька разів входять у фінал міжнародних конкурсів Європи і світу, а також стають на 3 сходинку п'єдесталу пошани. Однак після цієї практики вирішують продовжити виступи тільки за стандартом.
У 1996 році Вільям закріплює досягнуті результати, і пара займає фінальні місця у всіх великих змаганнях, включаючи UK, Блекпул і International. Для нього це стає дуже важливим досягненням на шляху до успіху. Дует у цьому ж році включають у Всесвітній рейтинг. Вони продовжують наполегливі тренування й в 1998 році виграють кілька чемпіонатів Європи і світу, у тому числі Блекпул, у стандарті. У наступному році Вільям з партнеркою повністю повторює результат попереднього року й додає нові перемоги у скарбничку своїх успіхів.

## Професіонал
Отримавши широку популярність і статус чемпіона у стандарті серед любителів, Вільям Піно продовжує співпрацю з колишньою партнеркою в новій категорії. На момент переходу у «Професіонали» танцюристи працювали разом уже близько 10 років. Перше велике досягнення пари в новому статусі приніс Блекпул — «Нові зірки» та 1 місце. За стільки часу спільної кар'єри у Вільяма та Алессандри склався свій стиль виконання європейських танців. Їх найсильнішим танцем стає танго. Разом пара починає давати семінари та користується затребуваністю. Як вважає Вільям, він не бачить у своєму танці яскравого відображення італійської культури, але в той же момент відзначає, що Батьківщина все ж впливає на танцюристів і відрізняє їх один від одного.
Вільям продовжує виводити свою пару у фінал усіх великих турнірів. У 2001 році вони вперше беруть участь у світовому змаганні із сіквею, що пройшов у Бонні (Німеччина) 15 грудня. Тоді Піно та Бучіареллі посідають 2 місце. Вони продовжують здобувати перемоги на «German Open», потрапляють у фінал Блекпула і стають чемпіонами Італії із стандарту, у тому числі і з сіквею. «WDDSC European Professional Classic Showdance Championship 2003» приносить італійської парі 1 місце в сіквеї. 3 червня 2005 приносить найвищу сходинку п'єдесталу пошани на Блекпульскому фестивалі за квікстеп. Перемогу в цьому ж році приносять і «22nd Feinda Italian Open», «US Open», а також «WDDSC European Professional Standard». Найвищий бал в конкурсній кар'єрі Вільям разом з партнеркою отримав у місті Болонья (Італія). Тоді вони посіли 1 місце на «Italian Professional Championship» з професійним стандартним сіквеєм. Тут, на «домашньому» паркеті, Вільям та Алессандра здійснили свій прощальний вихід на паркет. Після майже 16 років спільної конкурсної кар'єри танцюристи йдуть зі спорту.

## Тренер, суддя
Попрощатися з бальними танцями остаточно не входило в плани Вільяма Піно. Він продовжує бути близьким до улюбленого заняття, даючи семінари парам і розвиваючись як тренер. З його участю виходить серія відео-семінарів, які стають популярні в танцювальному світі. До речі, у новому статусі Вільям продовжує працювати з партнеркою Алессандрою. Танцюрист живе в Римі (Італія). Через деякий час він вирішує узаконити стосунки з колишньою колегою з танцювального спорту узами шлюбу, це знаменна для них подія сталася 7 вересня 2009 року. Будучи на новому рівні «партнерських» стосунків, дует продовжує разом давати уроки, вільний від занять танцями час присвячуючи гольфу та живопису.
З 2010 року бере участь у суддівській колегії Shenzhen China Open Championships (Відкритий чемпіонат Китаю в Шеньчжень).

## Партнерки Вільяма і країни, за які виступала пара
1 червня 1990 — 1 березня 2006 — Алессандра Бучіареллі (Італія)
1 січня 1987 — 1 вересня 1989 — Мікела Кардуччі (Італія)